# پرواز ۱۰۲ خطوط هوایی ملی
پرواز ۱۰۲ خطوط هوایی ملی (NCR102)، ‏MSN 25630 - N949CA، هواپیمای باربری بود که در اردیبهشت ۱۳۹۲ اندکی پس از برخاستن از میدان هوایی بگرام سقوط کرد و همهٔ ۷ خدمهٔ آن کشته شدند.

## هواپیما
هواپیما سانحه یک بوئینگ ۷۴۷-۴۲۸بی‌سی‌اف با علامت ثبت N949CA و شمارهٔ سری ۲۵۶۳۰ بوده است. این هواپیما در ۱۹۹۳ ساخته شد و در این سال برای نخستین بار پرواز کرد.

## سانحه

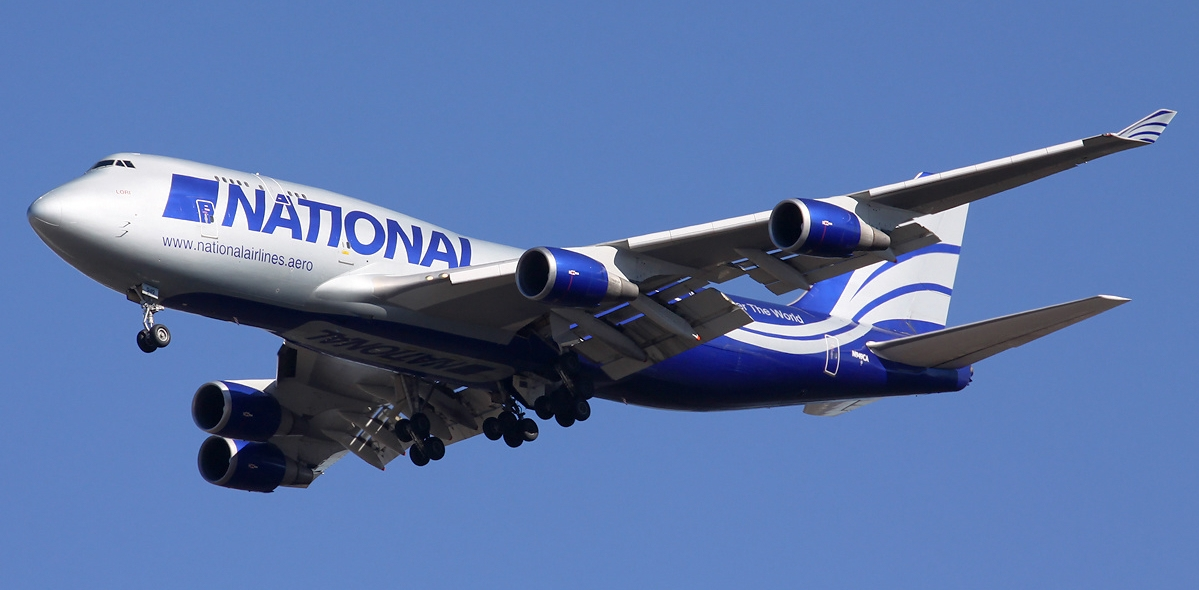
هواپیمای سانحه دیده در سال۲۰۱۲.مدل: بوئینگ ۷۴۷-۴۲۸بی‌سی‌اف

هواپیمای مذکور در ساعت ۱۵:۳۰ به وقت افغانستان از باند ۳ برخاست و در حال رسیدن به ۱٬۲۰۰ فوت (۳۷۰ متر) بود که دماغهٔ آن شدیداً بالا آمد. یکی از خدمه در باند رادیویی وی‌اچ‌اف گزارش داد که برخی از ۵ خودروی سنگین نظامی بار زده شده جابه‌جا شده‌اند، سپس هواپیما به حالت واماندگی درآمد و سقوط کرد. محل سانحه انتهای باند ۳ در پیرامون میدان هوایی بود. همهٔ هفت خدمهٔ پروازی شامل ۴ خلبان، ۲ مکانیک و یک لودمستر که همگی تبعهٔ ایالات متحدهٔ آمریکا بودند کشته شدند.
سخنگوی طالبان مسئولیت این سانحه را پذیرفته است، اما پیام‌های خدمه پس از برخاستن نشان می‌دهد سانحه به سبب جابه‌جا شدن محموله بوده است که سبب شد مرکز ثقل هواپیما به عقب آن منتقل شود و نتیجتاً ناپایدار گردد و به واماندگی و سپس سقوط بینجامد. یک رانندهٔ خودرو در نزدیکی باند از واماندگی و سقوط هواپیما فیلمبرداری کرده است که فیلم آن به طور آنلاین در دسترس است. شما میتوانید فیلم سانحه را در یوتیوب یا اپارات ببینید

## تحقیق و رسیدگی
هیئت ملی امنیت حمل و نقل آمریکا و وزارت ترانسپورت و هوانوردی ملکی افغانستان در حال تحقیق و رسیدگی سانحه هستند. ریچارد کوئست در سی‌ان‌ان نوشت میزبان تحقیقات مسئولان افغان هستند اما متخصصان رسیدگی‌کننده از طرف هیئت ملی حمل و نقل و احیاناً از اروپا هستند.
طبق تحقیقات سازمان ایمنی حمل و نقل آمریکا ntsb  به هنگام اوج گیری هواپیما در ارتفاع حدود هزارپایی از سطح زمین حرکت یکی از ماشین به سمت عقب  و برخورد به دیواره انتهایی هواپیما باعث آسیب به کنترلر بالچه دم هواپیما به نام جک پیچی شده است. در این حالت کنترل هواپیما از دست خلبان خارج و دماغه هواپیما با زاویه زیادی به سمت بالا متمایل شده و هواپیما در حالت واماندگی قرار گرفته و منجر به سقوط شده است.

## پسایند
این سانحه سبب شد پرواز نیروی دفاعی نیوزلند برای خارج کردن تجهیزاتی نظامی از افغانستان که با هدف ترک این کشور بود به حالت تعلیق درآید.